# سيتساديو
سيتساديو (بالإيطالية: Sezzadio)‏ هي بلدية في مقاطعة ألساندريا في إقليم بييمونتي في إيطاليا.

## السكان
في سنة 1861 بلغ عدد السكان 3٬207 نسمة، وتطور العدد ليصل في سنة 2011 لـ 1٬294 نسمة.
يظهر هذا المخطط البياني تطور النمو السكاني لـ سيتساديو

## أعلام
- جوزيبي برونو